# Independence (Wisconsin)
Independence ist eine Kleinstadt (mit dem Status „City“) im Trempealeau County im US-amerikanischen Bundesstaat Wisconsin. Im Jahr 2010 hatte Independence 1336 Einwohner.

## Geografie
Independence liegt im Westen Wisconsins an der Mündung des Elk Creek in den Trempealeau River, der rund 45 km südlich in den die Grenze zu Minnesota bildenden Mississippi mündet.
Independence liegt in der Driftless Area genannten eiszeitlich geformten Region, die sich über das südöstliche Minnesota, das südwestliche Wisconsin, das nordöstliche Iowa und das äußerste nordwestliche Illinois erstreckt. Bei der letzten Eiszeit, der so genannten Wisconsin Glaciation, blieb die Region eisfrei, sodass sich die Flusstäler auch während dieser Zeit tiefer in das Plateau einschneiden konnten.
Die geografischen Koordinaten von Independence sind 44°21′25″ nördlicher Breite und 91°25′14″ westlicher Länge. Das Stadtgebiet erstreckt sich über eine Fläche von 3,39 km² und ist von der Town of Burnside im Nordwesten und der Town of Lincoln im Südwesten umgeben, ohne einer davon anzugehören.
Nachbarorte von Independence sind Strum (25 km nördlich), Pleasantville (17 km nordöstlich), Whitehall (9 km östlich), Blair (20,1 km südöstlich) und Arcadia (15,5 km südsüdwestlich).
Die nächstgelegenen größeren Städte sind Green Bay am Michigansee (315 km östlich), Wisconsins Hauptstadt Madison (268 km südöstlich), Wisconsins größte Stadt Milwaukee (375 km in der gleichen Richtung), La Crosse am Mississippi (83 km südsüdöstlich), Rochester in Minnesota (126 km westsüdwestlich), die Twin Cities in Minnesota (185 km nordwestlich) und Eau Claire (63 km nördlich).

## Verkehr
Der Wisconsin State Highway 93 führt in Nord-Süd-Richtung als Hauptstraße durch Independence. Durch den Norden der Stadt führt in Nord-Süd-Richtung der Wisconsin State Highway 120. Alle weiteren Straßen sind untergeordnete Landstraßen, teils unbefestigte Fahrwege sowie innerörtliche Verbindungsstraßen.
Entlang des Trempealeau River verläuft eine Eisenbahnlinie für den Frachtverkehr der Canadian National Railway durch Independence.
Die nächsten Flughäfen sind der Chippewa Valley Regional Airport in Eau Claire (68 km nördlich) und der La Crosse Regional Airport (80 km südsüdöstlich).

## Bevölkerung
Nach der Volkszählung im Jahr 2010 lebten in Independence 1336 Menschen in 606 Haushalten. Die Bevölkerungsdichte betrug 394,1 Einwohner pro Quadratkilometer. In den 606 Haushalten lebten statistisch je 2,2 Personen.
Ethnisch betrachtet setzte sich die Bevölkerung zusammen aus 88,6 Prozent Weißen, 0,1 Prozent (eine Person) Afroamerikanern, 0,1 Prozent amerikanischen Ureinwohnern, 0,4 Prozent Asiaten sowie 9,9 Prozent aus anderen ethnischen Gruppen; 1,0 Prozent stammten von zwei oder mehr Ethnien ab. Unabhängig von der ethnischen Zugehörigkeit waren 12,9 Prozent der Bevölkerung spanischer oder lateinamerikanischer Abstammung.
22,3 Prozent der Bevölkerung waren unter 18 Jahre alt, 61,0 Prozent waren zwischen 18 und 64 und 16,7 Prozent waren 65 Jahre oder älter. 48,1 Prozent der Bevölkerung waren weiblich.
Das mittlere jährliche Einkommen eines Haushalts lag bei 32.583 USD. Das Pro-Kopf-Einkommen betrug 20.649 USD. 19,1 Prozent der Einwohner lebten unterhalb der Armutsgrenze.

## Bekannte Bewohner
- Leo Ferdinand Dworschak (1900–1976) – katholischer Bischof – geboren und aufgewachsen in Independence
- Drexel A. Sprecher (1913–2006) – Jurist – geboren in Independence